# Nigma conducens
Nigma conducens är en spindelart som först beskrevs av O. Pickard-Cambridge 1876.  Nigma conducens ingår i släktet Nigma och familjen kardarspindlar. Inga underarter finns listade i Catalogue of Life.